# Émile Lorois
Pour les articles homonymes, voir Lorois.
Émile Lorois, né le 29 septembre 1831 à Vannes (Morbihan) et mort le 4 janvier 1899 à Nice (Alpes-Maritimes), est un haut fonctionnaire et un homme politique français.

## Famille
Son père, Édouard Lorois, exilé à Bruxelles pendant la Seconde Restauration (1815-1830), revient en France après les Trois Glorieuses et se voit offrir le poste de préfet du Morbihan. Émile nait à Vannes en 1831, alors que ses frères et sœurs aînés, dont Édouard, sont nés en Belgique.
Par sa mère, Émile Lorois est le petit-fils de Dominique-Vincent Ramel-Nogaret, qui est ministre des Finances sous le Directoire.

## Biographie
Reçu avocat à Paris, le jeune Lorois est nommé secrétaire-général de la Haute-Garonne, puis préfet de plusieurs départements successifs: Aude, Loir-et-Cher, Dordogne, Lozère, Creuse et Aveyron.

### Député du Morbihan
Il demande à être mis en disponibilité en 1877 puis, à la mort de son frère Édouard (1885), remporte son siège de député du Morbihan dans la 2e circonscription de Vannes en 1886. Il se fait réélire facilement en 1889, puis en 1893, n'ayant pas d'adversaire. Il ne se représente pas en 1898.
Membre fondateur de l'Association départementale de la presse catholique et monarchiste, Émile Lorois siège à droite avec les royalistes et défend toutes les positions conservatrices. Il est fait chevalier de la Légion d'honneur.

## Jules Verne
Émile Lorois est un ami proche de Jules Verne, avec qui il accomplit un voyage en Scandinavie en 1861. Le romancier en tire un roman inachevé intitulé Joyeuses misères de trois voyageurs en Scandinavie.

## Sources
- « Émile Lorois », dans Adolphe Robert et Gaston Cougny, Dictionnaire des parlementaires français, Edgar Bourloton, 1889-1891 [détail de l’édition]